# Repræsentationskritik
Repræsentationskritik er en medie- og litteraturvidenskabelig analysetilgang til at arbejde med forskellige former for tekster: film, reklamer, romaner, tv-serier m.v. Tilgangen minder til dels om ideologikritik på den måde, at repræsentationskritikken undersøger, hvordan tekster fremstiller verden på en ideologisk farvet måde. Forskellen er dog, at repræsentationskritik ikke nødvendigvis er baseret på marxistisk teori, men kan være baseret på fx  kulturstudier, økokritik, feministisk teori eller postkolonialisme. Især Richard Dyer og Stuart Hall har udviklet repræsentationskritikken.